# Letnie Grand Prix kobiet w kombinacji norweskiej 2023
Letnie Grand Prix kobiet w kombinacji norweskiej 2023 – piąta edycja cyklu Letniej Grand Prix w kombinacji norweskiej. Sezon składał się z 5 konkursów (4 indywidualnych i 1 mieszanego sprintu drużynowego). Rywalizacja rozpoczęła się 26 sierpnia 2023 w Oberwiesenthal, a finałowe zawody odbyły się 3 września 2023 w Villach. Zwycięzcą poprzedniej edycji była Słowenka Ema Volavšek.
W tym sezonie ponownie najlepsza okazała się Słowenka Ema Volavšek, drugie miejsce zajęła Niemka Nathalie Armbruster, a trzecią lokatę wywalczyła Norweżka Ida Marie Hagen. Podobnie jak w poprzednich sezonach zwyciężczynią LGP 2023 zgodnie z regulaminem mogła zostać jedynie zawodniczka, która wystartowała we wszystkich zawodach.

## Kalendarz i wyniki
| Lp. | Data             | Miejscowość    | Skocznia             | Konkurencja          | 1. miejsce                                        | 2. miejsce                                   | 3. miejsce                              |
| --- | ---------------- | -------------- | -------------------- | -------------------- | ------------------------------------------------- | -------------------------------------------- | --------------------------------------- |
| 1.  | 26 sierpnia 2023 | Oberwiesenthal | Fichtelbergschanzen  | Gundersen HS105/5 km | Gyda Westvold Hansen                              | Ema Volavšek                                 | Ida Marie Hagen                         |
| 2.  | 27 sierpnia 2023 | Oberwiesenthal | Fichtelbergschanzen  | HS105/2x6 km         | Norwegia I Espen Bjørnstad · Gyda Westvold Hansen | Niemcy I Julian Schmid · Nathalie Armbruster | Niemcy II Johannes Rydzek · Jenny Nowak |
| 3.  | 30 sierpnia 2023 | Oberstdorf     | Schattenbergschanze  | Gundersen HS106/5 km | Gyda Westvold Hansen                              | Ema Volavšek                                 | Nathalie Armbruster                     |
| 4.  | 2 września 2023  | Villach        | Villacher Alpenarena | Kompakt HS98/5 km    | Ida Marie Hagen                                   | Ema Volavšek                                 | Nathalie Armbruster                     |
| 5.  | 3 września 2023  | Villach        | Villacher Alpenarena | Gundersen HS98/5 km  | Ema Volavšek                                      | Nathalie Armbruster                          | Svenja Würth                            |

## Klasyfikacja generalna
| M.  | Zawodnik            | Punkty |
| --- | ------------------- | ------ |
| 1.  | Ema Volavšek        | 370    |
| 2.  | Nathalie Armbruster | 320    |
| 3.  | Ida Marie Hagen     | 310    |
| 4.  | Jenny Nowak         | 250    |
| 5.  | Svenja Würth        | 190    |
| 6.  | Veronica Gianmoena  | 184    |
| 7.  | Daniela Dejori      | 179    |
| 8.  | Maria Gerboth       | 173    |
| 9.  | Anju Nakamura       | 156    |
| 10. | Joanna Kil          | 134    |
| 11. | Claudia Purker      | 122    |
| 12. | Silva Verbič        | 108    |
| 13. | Annika Malacinski   | 102    |
| 14. | Alexa Brabec        | 100    |
| 15. | Lisa Hirner         | 98     |
| 16. | Magdalena Burger    | 92     |
| 17. | Sophia Maurus       | 88     |
| 18. | Greta Pinzani       | 88     |
| 19. | Ronja Loh           | 80     |
| 20. | Anne Häckel         | 62     |

## Klasyfikacja Pucharu Narodów
| M.  | Drużyna           | Punkty |
| --- | ----------------- | ------ |
| 1.  | Niemcy            | 1397,5 |
| 2.  | Norwegia          | 610    |
| 3.  | Słowenia          | 592,5  |
| 4.  | Włochy            | 526    |
| 5.  | Austria           | 314    |
| 6.  | Finlandia         | 244    |
| 7.  | Stany Zjednoczone | 239,5  |
| 8.  | Japonia           | 156    |
| 9.  | Polska            | 146,5  |
| 10. | Francja           | 144    |
| 11. | Czechy            | 25     |